# 水里 (名古屋市)
水里（みずさと）は愛知県名古屋市中川区にある町名。現行行政地名は水里一丁目から水里五丁目。住居表示未実施。

## 地理
名古屋市中川区の南西部に位置し、戸田川を挟んで東に富田町大字包里、西に福島と海部郡蟹江町、南に富永、北に戸田と戸田ゆたかに接する。

### 河川
- 戸田川

## 歴史

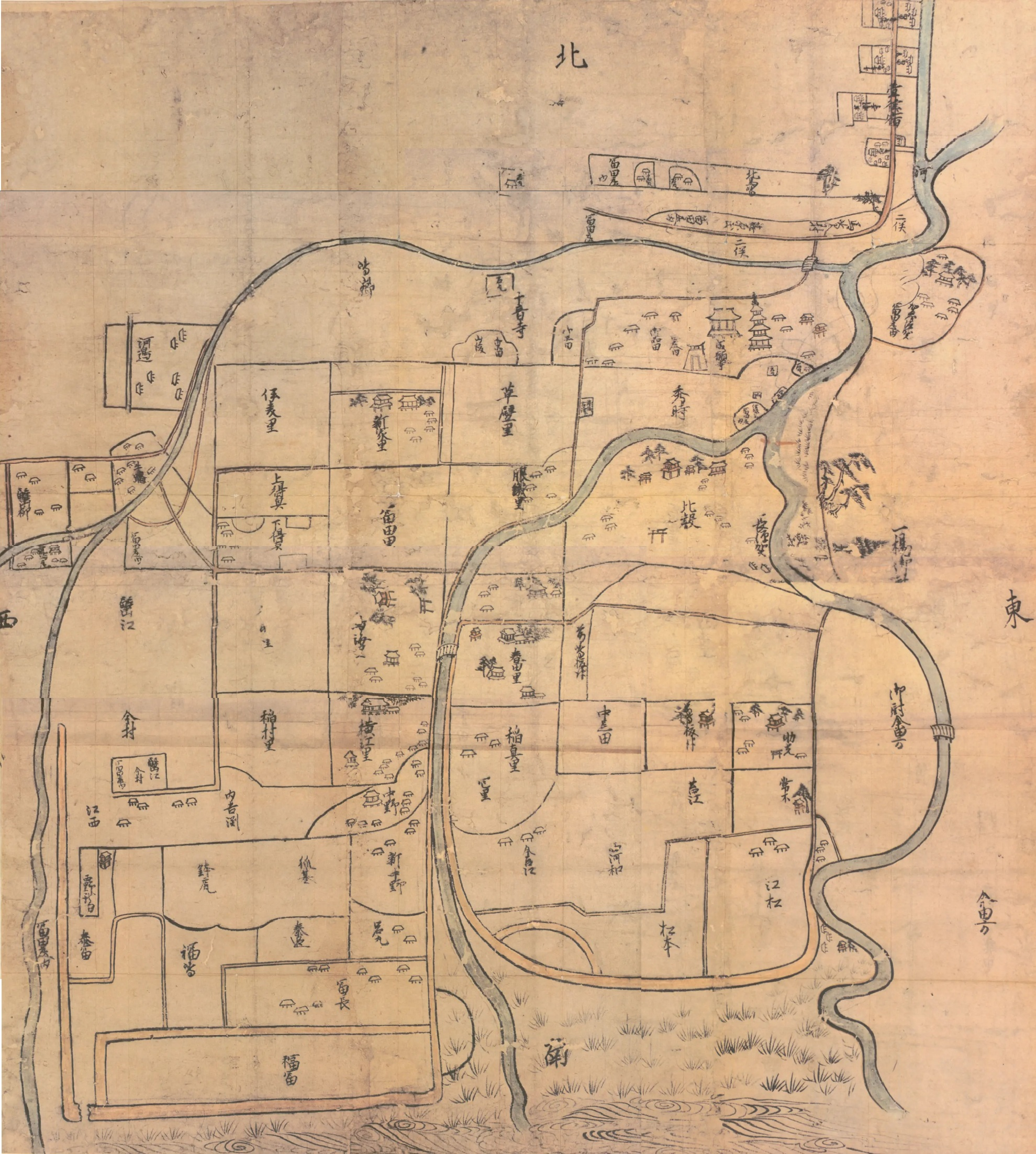
鎌倉時代の富田庄絵図（円覚寺文書）。「中野」「新中野」「狐墓」と書かれた付近が当地と推定される。

大部分が江戸期まで海東郡戸田村であった地域にあたる。

### 町名の由来
水に恵まれた土地であることから命名されたという。

### 行政区画の変遷
- 1981年（昭和56年）10月1日 - 中川区水里一丁目および水里二丁目が富田町大字戸田・富田町大字富永の各一部、水里三丁目および水里四丁目が富田町大字戸田の一部によりそれぞれ成立する[2]。
- 1982年（昭和57年）10月9日 - 水里一丁目および水里二丁目にそれぞれ富田町大字戸田・富田町大字富永の各一部が編入される[2]。水里三丁目および水里四丁目にはそれぞれ富田町大字富永の一部が編入される[2]。また、水里五丁目が富田町大字戸田・富田町大字富永の各一部により新設される[2]。
- 1988年（昭和63年）2月11日 - 水里二丁目・水里三丁目・水里四丁目にそれぞれ富田町大字戸田の一部が編入される[2]。

## 世帯数と人口
2019年（平成31年）2月1日現在の世帯数と人口は以下の通りである。
| 丁目               | 世帯数  | 人口    |
| ------------------ | ------- | ------- |
| 水里一丁目         | 11世帯  | 23人    |
| 水里二丁目         | 74世帯  | 194人   |
| 水里三丁目         | 120世帯 | 256人   |
| 水里四丁目・五丁目 | 382世帯 | 827人   |
| 計                 | 587世帯 | 1,300人 |

## 学区
市立小・中学校に通う場合、学校等は以下の通りとなる。また、公立高等学校に通う場合の学区は以下の通りとなる。なお、小学校は学校選択制度を導入しておらず、番毎で各学校に指定されている。
| 丁目       | 小学校                                    | 中学校                 | 高等学校 |
| ---------- | ----------------------------------------- | ---------------------- | -------- |
| 水里一丁目 | 名古屋市立戸田小学校 名古屋市立豊治小学校 | 名古屋市立供米田中学校 | 尾張学区 |
| 水里二丁目 | 名古屋市立戸田小学校 名古屋市立豊治小学校 | 名古屋市立供米田中学校 | 尾張学区 |
| 水里三丁目 | 名古屋市立戸田小学校 名古屋市立豊治小学校 | 名古屋市立供米田中学校 | 尾張学区 |
| 水里四丁目 | 名古屋市立戸田小学校 名古屋市立豊治小学校 | 名古屋市立供米田中学校 | 尾張学区 |
| 水里五丁目 | 名古屋市立戸田小学校 名古屋市立豊治小学校 | 名古屋市立供米田中学校 | 尾張学区 |

## 交通

### 鉄道
- 戸田駅
  -  近鉄 E 名古屋線

### 道路
- 国道1号

## 施設
- 戸田川緑地
- 老人保健施設みず里
- すみれこども園
- 外丸田公園

水里五丁目。1980年（昭和55年）4月1日供用開始。
- 特別養護老人ホーム豊治共愛の里
- 名古屋市上下水道局水里応急給水センター

## その他

### 日本郵便
- 郵便番号 : 454-0913[WEB 2]（集配局：中川郵便局[WEB 8]）。

### WEB
1. 1 2  “町・丁目(大字)別、年齢(10歳階級)別公簿人口(全市・区別)”.   名古屋市 (2019年2月20日). 2019年2月20日閲覧。
2. 1 2  “郵便番号”.  日本郵便. 2019年2月10日閲覧。
3. ↑  “市外局番の一覧”.   総務省. 2019年1月6日閲覧。
4. ↑  “中川区の町名一覧”.   名古屋市 (2015年10月21日). 2019年2月13日閲覧。
5. ↑  “市立小・中学校の通学区域一覧”.   名古屋市 (2018年11月10日). 2019年1月14日閲覧。
6. ↑  “平成29年度以降の愛知県公立高等学校（全日制課程）入学者選抜における通学区域並びに群及びグループ分け案について”.   愛知県教育委員会 (2015年2月16日). 2019年1月14日閲覧。
7. ↑  “都市公園の名称、位置及び区域並びに供用開始の期日” (2019年5月1日). 2019年11月3日閲覧。
8. ↑  郵便番号簿 平成29年度版 - 日本郵便. 2019年02月10日閲覧 (PDF)

### 書籍
1. ↑  名古屋市計画局 1992, p. 495.
2. 1 2 3 4 5  名古屋市計画局 1992, p. 832.